# Bob Neel
Robert „Bob“ Neel, auch Bob Neal (geb. vor 1949) ist ein US-amerikanischer Jazz-Schlagzeuger, der vor allem als Sideman von Chet Baker in den 1950er Jahren bekannt ist.
Bevor er im Chet Baker Quartet Mitte der 1950er Jahre spielte, nahm er Ende der 1940er Jahre im Orchester von Harry James auf und nach seiner Zeit bei Baker bei Les Brown. Schon Ende der 1940er Jahre war er aber eng mit Chet Baker verbunden als Teil einer Gruppe von Baker bewundernden, meist noch wenig erfahrenen jungen Musikern des West Coast Jazz. Er teilte sich sogar 1949 eine Wohnung mit Baker in Redondo Beach und beide begannen früh mit dem Verkauf von Marihuana, um sich in den Anfangsjahren finanziell über Wasser zu halten.
An seinen Qualitäten als Schlagzeuger hatte Neel selbst Zweifel, als das Chet Baker Quartet einmal – Mai 1954 im Birdland in New York – mit dem von Miles Davis am selben Abend auftrat, registrierte er besonders stark den Abstand zum Schlagzeuger von Miles Davis Kenny Clarke, und selbst Chet Baker, der sonst sehr selbstsicher in Bezug auf seinen Rang als Trompeter war, fühlte sich unbehaglich, nach Eindruck einiger Beobachter sogar nachhaltig erschrocken (Davis spielte zuerst und die Begegnung wurde von vielen als eine Art Battle of the Bands betrachtet, in der Miles Davis – begleitet von Lucky Thompson, Percy Heath, Kenny Clarke und Horace Silver – gewann). In seinen eigenen Worten war Neel wie ein Sklave. Chettie wollte jemand, der den Rhythmus hielt und sich aus seinem Spiel heraushielt, und das tat ich.
Er nahm auch mit anderen Westcoast-Jazzern wie Gerry Mulligan, Russ Freeman, Buddy DeFranco und Bud Shank auf und mit dem Pianisten Pete Jolly (auch als Robert Neel) und mit Steve Allen, und Anfang der 1960er Jahre spielte er in der Steve Allen Show.
Er war eine der Quellen für die Biographie von Chet Baker von James Gavin (Deep in a Dream: The Long Night of Chet Baker, Knopf 2002).
Tom Lord verzeichnet von 1950 bis 1963 46 Aufnahmesessions. Mit Baker nahm er 1954/55 im Quartett auf (zum Beispiel Chet Baker Sings (World Pacific), Chet Baker – Jazz at Ann Arbor (Pacific Jazz), 1955.)
Er war mit Marion Raffaele verheiratet, die auch zum Umfeld von Chet Baker gehörte.
Ein Bob Neel ist auch mit Joanna Neel der Autor des Country-Songs Daddy Was a Preacher, but Mama Was a Go Go Girl (1971), es handelt sich aber wohl um einen anderen Bob Neel.